# Cesare Valinasso
Cesare Valinasso (Torino, 27 novembre 1909 – Torino, 4 aprile 1990) è stato un calciatore italiano, di ruolo portiere.

## Carriera
Ultimo di tre figli, il padre era sarto, mosse i primi passi nell'Oratorio Michele Rua di Torino. Nel 1928 entrò nelle giovanili della Reggina, disputando sei partite nel corso della stagione 1928-1929. Successivamente, a causa del servizio di leva, passò all'A.C. Novellara e alla Biellese. In quel periodo esordì anche in Nazionale giovanile, in occasione di un incontro vinto per 8-1 contro la Francia.
Ceduto alla Juventus nel 1933, fu uno dei protagonisti del cosiddetto quinquennio d'oro divenendo inizialmente riserva di Combi, di cui prese il posto di titolare nel 1934. Dopo due stagioni in bianconero, Valinasso fu ceduto alla Roma dove fu la riserva di Masetti. Successivamente vestì la maglia da titolare al Venezia per una stagione, e militò nuovamente nella Biellese fino al 1942. Sposato e con quattro figli, morì nel 1990 a causa di un male incurabile all'Ospedale Martini di Torino.
Durante la stagione 1934-1935, Valinasso, alla sua prima stagione da portiere titolare, ebbe modo di stabilire un record di imbattibilità che sarebbe rimasto imbattuto per 40 anni. La striscia positiva iniziò il 20 gennaio 1935 (Juventus-Milan, conclusasi con il punteggio di 1-0) e si interruppe in occasione del derby contro il Torino (vinto dalla Juventus per 3-1), in cui subì un gol a un quarto d'ora dalla fine fermando l'imbattibilità a 681 minuti.

## Palmarès

### Club

#### Competizioni nazionali
- Campionato italiano: 2

Juventus: 1933-1934, 1934-1935